# Gare de Villefranche-de-Rouergue
Pour les articles homonymes, voir Gare de Villefranche.
La gare de Villefranche-de-Rouergue est une gare ferroviaire française de la ligne de Brive-la-Gaillarde à Toulouse-Matabiau via Capdenac, située sur le territoire de la commune de Villefranche-de-Rouergue dans le département de l'Aveyron en région Occitanie.
Elle est mise en service en 1858 par la Compagnie du chemin de fer de Paris à Orléans (PO).
C'est une gare voyageurs de la Société nationale des chemins de fer français (SNCF) du réseau TER Occitanie, desservie par des trains express régionaux.

## Situation ferroviaire
Établie à 254 mètres d'altitude, la gare de Villefranche-de-Rouergue est située au point kilométrique (PK) 273,109 de la ligne de Brive-la-Gaillarde à Toulouse-Matabiau via Capdenac, entre les gares ouvertes de Salles-Courbatiès et de Najac. Elle est séparée de Salles-Courbatiès par celle fermée de Villeneuve-d'Aveyron, et de Najac, par celle fermée de Monteils.

## Histoire
La station de Villefranche-de-Rouergue est mise en service le 30 août 1858 par la Compagnie du chemin de fer de Paris à Orléans (PO), lorsqu'elle ouvre à l'exploitation le chemin de fer de Montauban à Capdenac qu'elle a reprise, encore en travaux, le 11 avril 1857 lors du démantèlement de la Compagnie du chemin de fer Grand-Central de France. La station est édifiée sur la rive gauche de l'Aveyron à l'écart de la ville.
En 2014, c'est une gare voyageurs d'intérêt local (catégorie C : moins de 100 000 voyageurs par an de 2010 à 2011), qui dispose de deux quais (dont un central), un abri et une traversée de voie à niveau par le public (TVP).

## Fréquentation
De 2015 à 2023, selon les estimations de la SNCF, la fréquentation annuelle de la gare s'élève aux nombres indiqués dans le tableau ci-dessous.
| Année               | 2015   | 2016   | 2017   | 2018   | 2019   | 2020   | 2021   | 2022   | 2023   |
| ------------------- | ------ | ------ | ------ | ------ | ------ | ------ | ------ | ------ | ------ |
| Nombre de voyageurs | 69 147 | 71 022 | 72 893 | 60 264 | 66 546 | 40 134 | 51 984 | 70 128 | 80 605 |

## Service des voyageurs

### Accueil

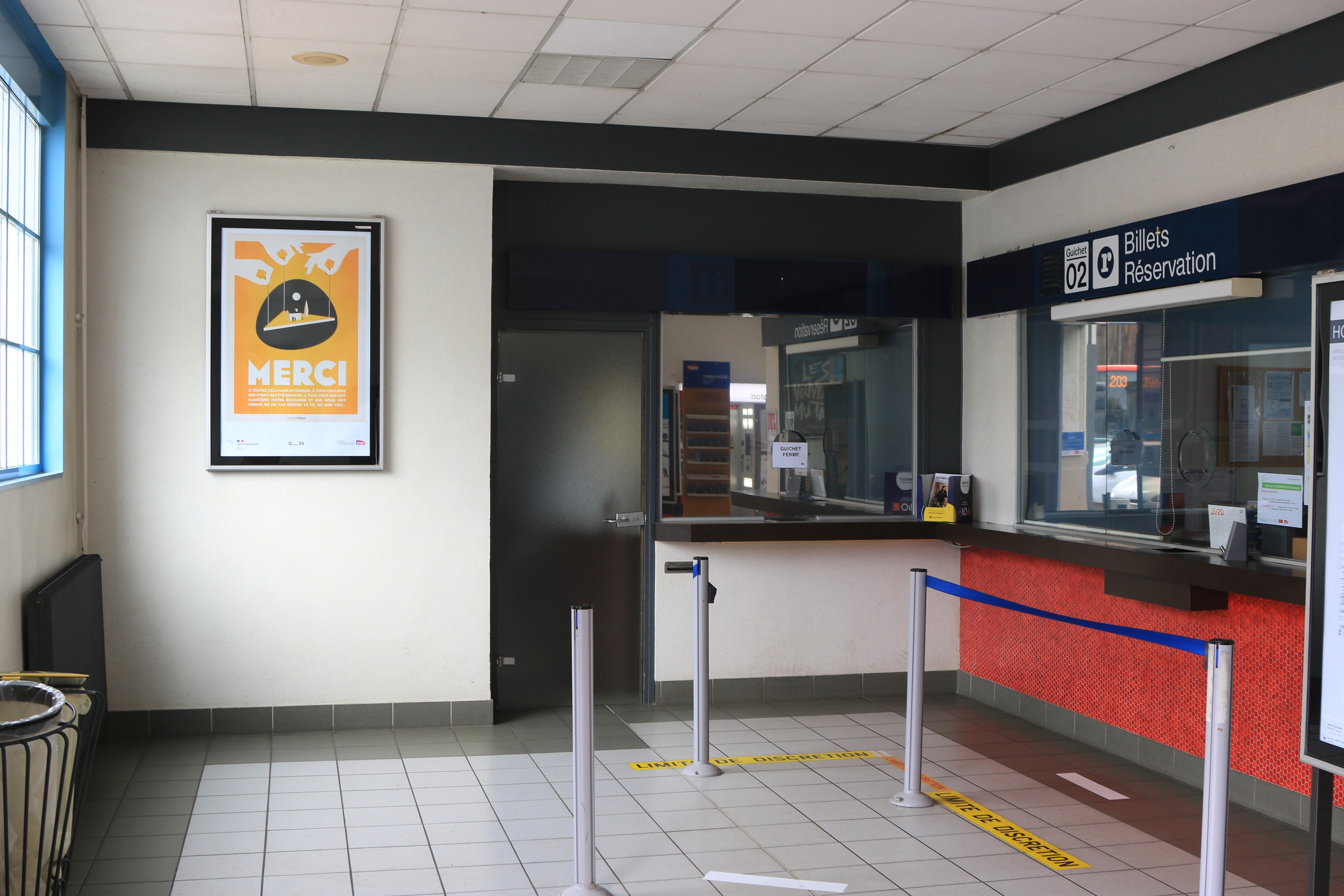
Guichet du bâtiment voyageurs.

Gare SNCF, elle dispose d'un bâtiment voyageurs, avec guichet, ouvert tous les jours. Elle est équipée d'automates pour l'achat de titres de transport TER.
Un passage à niveau planchéié permet la traversée des voies et l'accès aux quais.

### Desserte
Villefranche-de-Rouergue est desservie par des trains TER Occitanie circulant entre Capdenac et Toulouse-Matabiau.

### Intermodalité
Un parking pour les véhicules (150 places) y est aménagé. 
En complément de la desserte ferroviaire, elle est desservie par un service d'autocars TER sur la relation Decazeville - Villefranche-de-Rouergue. Elle est également desservie par des autobus du réseau liO des lignes : 203 (Montauban - Rodez), 222 (Villefranche-de-Rouergue - Decazeville), et 888 (Villefranche-de-Rouergue - Cahors).

## Patrimoine ferroviaire
Le bâtiment voyageurs et l'ancienne halle à marchandises.